# تورنولو
تورنولو (بالإيطالية: Tornolo)‏ هي بلدية في مقاطعة بارما في إقليم إميليا رومانيا الإيطالي.

## السكان
في سنة 1861 بلغ عدد السكان 4٬032 نسمة، وتطور العدد ليصل في سنة 2011 لـ 1٬102 نسمة.
يظهر هذا المخطط البياني تطور النمو السكاني لـ تورنولو